# I famnen på en mördare
I famnen på en mördare (originalititel: The Sixth Commandment) är en brittisk kriminal- och dramaserie som hade premiär på BBC One den 17 juli 2023. Första säsongen bestod av fyra avsnitt. Seriens manus har skrivits av Sarah Phelps, och Saul Dibb har svarat för regin. Serien är baserad på verkliga händelser och hade premiär på SVT den 20 september 2023.

## Handling
Serien kretsar kring Peter Farquhars och Ann Moore-Martins död 2014 respektive 2017 i byn Maids Moreton i Buckinghamshire och den efterföljande polisutredningen och rättegången mot Ben Field.

## Rollista (i urval)
- Timothy Spall – Peter Farquhar
- Anne Reid – Ann Moore-Martin
- Éanna Hardwicke – Ben Field
- Annabel Scholey – Ann-Marie Blake
- Sheila Hancock – Elizabeth Zettl
- Ben Bailey Smith – Simon Blake
- Conor MacNeill – Martyn Smith
- Adrian Rawlins – Ian Farquhar
- Amanda Root – Sue Farquhar
- Jonathan Aris – Mark Glover
- Rick Warden – Oliver Saxby
- Peter Sullivan – David Jeremy
- Anna Crilly – Natalie Golding